# Течни шав (медицина)
Течни шавови или лепкови за кожу јесу прозирни гелови који се могу користити за спајање ивица малог реза ране у медицини  као алтернатива шавовима, спајалицама или копчама. Након што се течни шав или лепак нанесе на кожу, он се након извесног време суши и ствара филм који   држати заједно спојене ивице хируршког реза.
Течни шав резултује мањим ожиљцима и мање је склон инфекцији од касичних шавова или спајалица. Такође нема резидуалног поступка за уклањање, тако да нису потребне накнадне посете лекару ради његовог уклањања.
У току су нека истраживања о прављењу биоразградивог лепка за употребу унутар тела, који тело може безбедно да разгради.
Ако се за затварање посекотине користи лепак за кожу, пацијент мора обавезно следите упутства свог лекара о томе како да се бринете о посекотини и лепку који је нанет преко ње.

## Састав
Течни шавови или лепкови за кожу састоје се од раствора нитроцелулозе или природних и синтетичких смола у органским растварачима (етар, етанол, диметилформамид, хлороформ итд.), којима се додају пластификатори, укључујући биљна уља, да би се дала неопходна еластичност лепку за кожу.

## Начин примене
Ако се за затварање посекотине на кожи користи лепак за кожу, обавезно би требало следити следаћа упутства:
- Након наношењ оставите лепак за кожу на кожи док сам не отпадне. Ово се обично дешава 5 до 10 дана након примене.
- Након наношења лепак се несме гребати или чупати јер то може довести до тога да лепак отпадне прерано.
- Лепак треба одржавати у сувом стању  и обавезно га треба осушити након квашења или туширања. Избегавати потапање ране у води, као што је купање у кади, прање судова или пливање.
- Ако је преко ране постављен завој, он се мора одржавати чистим и сувим. Према потреби завој
- Преко лепка за кожу не стављајте масти, укључујући и антибиотску маст, јер то може проузроковати да лепак омекша или да се прерано скине.
- Пратити појаву евентуалних знакова инфекције. Ако се појаве знаци инфекције, обратити се лекару

## Врсте
| Производ        | Произвођач                 |
| --------------- | -------------------------- |
| Derma+flex      | Medical Products, Inc.     |
| Dermabond       | Ethicon, Johnson & Johnson |
| GluStitch       | GluStitch Inc.             |
| HistoAcryl      | B. Braun Melsungen AG      |
| HistoAcryl Flex | B. Braun Melsungen AG      |
| Indermil        | Loctite Corp.              |
| LiquiBand       | MedlogicGlobal             |